# Vranjska Banja
Vranjska Banja (cyr. Врањска Бања) – miasteczko w Serbii, w okręgu pczyńskim, w mieście Vranje. W 2011 roku liczyło 5347 mieszkańców.
Jest położone 10 km od Vranja. Jest to miejscowość uzdrowiskowa z jednymi z najcieplejszych wód termalnych w Europie. Ponadto dysponuje źródłami wód mineralnych.